# David van Schotland
David van Schotland (ca. 1144 - 17 juni 1219) was een Schotse prins en graaf van Huntingdon. Hij was de jongste overlevende zoon van Hendrik van Schotland, 3e graaf van Huntingdon, en Ada de Warenne, een dochter van Willem de Warenne, graaf van Surrey en Elizabeth de Vermandois. Zijn grootvader was koning David I van Schotland. Huntingdon werd aan hem doorgegeven toen zijn oudere broer Willem I van Schotland de Schotse troon besteeg. Davids oudste zoon Jan volgde hem op als graaf van Huntingdon.

## Kinderen
- Jan, opvolger
- Robert, overleed jong
- Hendrik, overleed jong
- Matilda
- Ada, huwde met Hendrik van Hastings
- Isobel, huwde met Robert de Brus
- Margreet, huwde Alan van Galloway